# Axé
Axé er en brasiliansk musikgenre fra delstaten Bahia i Nordøstbrasilien. Genren opstod i 1980’erne i forbindelse med karnevallet i Salvador som et resultat af fusionen mellem på den ene side forskellige afro-cubanske genrer som reggae og calypso samt på den anden side afro-brasilianske genrer som frevo, forró og maracatu.
Ordet ”axé” dækker desuden over en religiøs hilsen brugt i de to afro-brasilianske religioner candomblé samt umbanda. I den sammenhæng betyder axé ”positiv energi”.
| Musik | Spire Denne musikartikel er en spire som bør udbygges. Du er velkommen til at hjælpe Wikipedia ved at udvide den. |